# Детандер

Схема работы поршневого детандера

Лево — анимированная работа поршневого детандера (принцип паровой машины Ньюкомена). Рабочее тело — сухой пар.

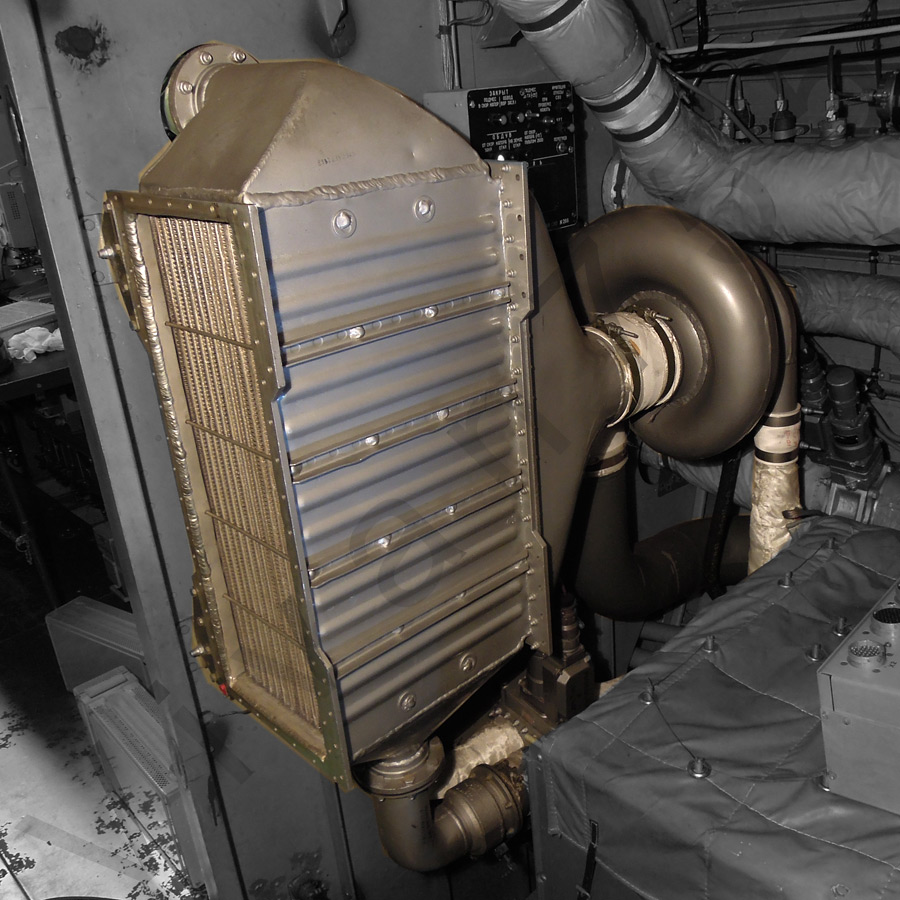
Турбохолодильник (справа) системы кондиционирования бомбардировщика Ту-95

Дета́ндер (от франц. détendre — ослаблять) — устройство, преобразующее внутреннюю энергию газа в механическую энергию. При этом газ, совершая работу, охлаждается. Используется в цикле получения жидких газов, таких как кислород, водород и гелий, для получения сжиженного природного газа. Наиболее распространены поршневые детандеры и турбодетандеры. Упрощённо работу детандера можно описать адиабатическим процессом.

## Применение
Основное применение турбодетандеры нашли в технологических процессах получения (сжижения газов) жидкого водорода, кислорода, воздуха, азота и других криогенных газов, а также СПГ. Однако сегодня турбодетандеры начинают применяться в процессах утилизации энергии дросселируемого природного газа на ГРС и ГРП при распределении газа, транспортируемого по магистральным газопроводам. Также турбодетандер — турбохолодильник, ТХ — важный компонент системы кондиционирования воздуха любого высотного реактивного или турбовинтового самолёта.
Большие перспективы применения турбодетандеров в технологических процессах производств с применением пара в качестве основного энергоносителя (нефтеперерабатывающие и химические заводы), а также на газовых и нефтяных промыслах.

## Турбодетандеры в криотехнике
В начале XX века велись поиски способов повысить температуру в домнах, и тем самым упростить выплавку чугуна. Для этого предполагалось применять поддув в домну обогащённого кислородом воздуха. Кислород получают из жидкого воздуха посредством пофракционной перегонки. Соответственно возникла проблема получения жидкого воздуха в промышленных масштабах. Изобретённый в 1895 Карлом фон Линде способ охлаждения (дросселирование через тонкую трубку) был очень энергозатратным и недостаточно эффективным, что не позволяло применять кислород в металлургии. Поршневые детандеры попытались применять в криотехнике почти сразу: в 1902 году Жорж Клод изобрёл схему с низкотемпературным детандером, обладавшую относительно неплохим КПД до 30 %, но низкой надёжностью, а в 1906 году Пауль Гейландт модифицировал процесс, чтобы детандер работал при нормальной температуре, повысив давление воздуха в установке и пожертвовав КПД, но выиграв в надёжности. Именно на последней схеме и работало большинство установок 1930-х гг. Чтобы детандеры не выходили из строя, забиваясь водяным льдом, воздух приходилось осушать, пропуская через специальные химические смеси, что усложняло и удорожало процесс.
Идея использования турбины в качестве детандера была предложена лордом Рэлеем ещё в 1898 году, но удалось её реализовать лишь в начале 1930-х, при этом КПД трубодетандера не дотягивал до теоретического, а в установку пришлось ввести два контура высокого и низкого давления. Химическая очистка воздуха сохранялась, конечным продуктом был газообразный, а не жидкий кислород.
В отличие от инженеров, десятилетиями работавших в отрасли и относившихся к турбодетандеру как к паровой турбине, советский физик Капица обратил внимание на то, что холодный сжатый воздух в схеме Клода по свойствам ближе к жидкости, чем к пару, и держал в уме конструкции центростремительных радиально-осевых турбин в гидроэнергетике; по его собственным словам: «…правильно выбранный тип турбодетандера будет как бы компромиссом между водяной и паровой турбиной». Капица убрал из схемы Клода один теплообменник. Надёжно работавший при низкой температуре турбодетандер позволил значительно понизить давление в установке, применить турбокомпрессор, не вносящий в охлаждаемый воздух смазочных масел, заменить рекуперативные теплообменники на регенеративные, которые лучше передавали тепло и к тому же очищали воздух от влаги безо всякой химии, и в целом облегчить и удешевить установку.
Разработка принципиально новой установки позволила применять кислород в доменных печах и конвертерах. Это не только упростило выплавку чугуна, но и упростило преобразование чугуна в сталь. Получаемая сталь была более высокого качества, чем на бессемеровских конвертерах, так как содержала меньше растворённого в ней азота. Применение чистого кислорода вместо воздуха также существенно повышает температуру в конвертере, что позволяет в нём переплавлять существенно большее количество железной руды.
В разработке детандеров ведущую роль в СССР с 1936 года играл академик Капица — в частности, предложивший усовершенствованную конструкцию турбодетандера, позволившую поднять его КПД с 0,52—0,58 до 0,79—0,83, то есть в 3 раза снизить потери (по сравнению с лучшими до того в мире турбодетандерами немецкой фирмы Linde). Но в итоге компания Linde получила все наработки и изобретения; на данный момент она занимает одну из лидирующих позиций по технологической оснащённости.